# Robert Bakewell (agronome)
Robert Bakewell (23 mai 1725 - 1er octobre 1795) est un agronome anglais, reconnu comme l'une des figures les plus importantes de la révolution agricole britannique. En plus de ses travaux en agronomie, Bakewell est particulièrement connu pour avoir été le premier à mettre en œuvre une sélection systématique du bétail. Il a mis en place un élevage sélectif chez les moutons, les bovins et les chevaux, mais ont également contribué à la connaissance générale de la sélection artificielle.

## Biographie
Robert Bakewell, deuxième fils aîné, est né le 23 mai 1725 à Dishley Grange, près de Loughborough dans le Leicestershire. Alors jeune homme, il voyage en Europe continentale et en Grande-Bretagne, découvrant d’autres méthodes agricoles. Parmi les personnes intéressées par son travail figurent le prince Grigori Potemkine et François de la Rochefoucauld (1765–1848).
Il a soutenu ses nouvelles techniques d’élevage révolutionnaires par l’irrigation des prairies, l’inondation et la fertilisation des pâturages afin d'améliorer le pâturage. Il enseigne ces pratiques à de nombreux agriculteurs et fonde en 1783 la Dishley Society pour les promouvoir et faire progresser les intérêts des éleveurs de bétail. Ses apprentis et contemporains, en particulier Thomas Coke, 1er comte de Leicester, utilisent ses méthodes avec le bétail britannique longtemps après sa mort, en octobre 1795.

### Mouton
Le programme d'élevage le plus influent de Bakewell était sans doute celui des moutons. En utilisant des animaux indigènes, il a pu rapidement sélectionner des moutons de grande taille, mais à l'ossature fine, avec une laine longue et brillante. Le Lincoln Longwool a été selectionné par Bakewell, et à son tour, le Lincoln a été utilisé pour développer la race suivante, nommée New (ou Dishley) Leicester. Il était sans cornes et avait un corps carré et charnu avec des lignes supérieures droites.
Ces moutons ont été largement exportés, notamment vers l'Australie et l'Amérique du Nord, et ont contribué à de nombreuses races modernes, même s'ils sont rapidement tombés en disgrâce à mesure que les préférences du marché en matière de viande et de textiles ont changé. Les lignées de ces New Leicester originaux survivent aujourd'hui sous le nom de Leicester anglais (ou Leicester Longwool), qui est principalement conservé pour la production de laine.

### Bétail
Il a croisé des génisses à longues cornes et un taureau Westmoreland pour finalement créer le Dishley Longhorn. À mesure que de plus en plus d’agriculteurs suivent son exemple, la taille et l'utilité des animaux de ferme augmentent considérablement. En 1700, le poids moyen d'un taureau vendu à l'abattoir est de 370 livres (168 kg). En 1786, ce poids a plus que doublé, pour atteindre 840 livres (381 kg)[réf. nécessaire] . Cependant, après sa mort, le Dishley Longhorn est remplacé par des bovins à cornes courtes.

### Chevaux
Robert Bakewell a élevé le Black Cart Horse, ancêtre de la race du Shire.

## Héritage
Plusieurs bâtiments de Loughborough portent le nom de Bakewell, notamment une résidence universitaire à l'université de Loughborough et une école primaire de la ville.

### Influence sur Darwin
L'élevage sélectif, que Charles Darwin a décrit comme une sélection artificielle, a inspiré sa théorie de la sélection naturelle. Dans son ouvrage L'origine des espèces, il cite les travaux de Bakewell comme démontrant la variation sous l'effet de la domestication, l'élevage méthodique au cours de la vie de Bakewell ayant conduit à une modification considérable des formes et des caractéristiques de son bétail, et à l'élevage inconscient de deux souches distinctes lorsque deux troupeaux de moutons de Leicester ont été gardés par M. Buckley et M. Burgess, « purement issus de la souche originale de M. Bakewell pendant plus de cinquante ans », avec le résultat imprévu que « la différence entre les moutons possédés par ces deux messieurs est si grande qu'ils ont l'apparence de variétés tout à fait différentes ».

### New Dishley Society
La New Dishley Society a été créée pour promouvoir la mémoire de Robert Bakewell et de ses contemporains, et des étudiants de ses méthodes. La société vise à diffuser la connaissance de son travail et à apprécier son héritage pionnier dans l’élevage de bétail et la gestion des cultures. Il soutient la recherche sur les techniques agricoles révolutionnaires dès le XVIIIe et le début du XIXe siècles, et sur les individus qui ont développé ces techniques.

## Controverse
L'utilisation pionnière et extrêmement agressive de l'élevage intra-utérin par Bakewell a peut-être contribué à la propagation de maladies prioniques, telles que la tremblante, parmi le bétail de la région,.